# پاتریک یونکر
پاتریک یونکر (هلندی: Patrick Jonker؛ زادهٔ ۲۵ مهٔ ۱۹۶۹) دوچرخه‌سوار اهل استرالیا است.